# Воскобойник, Нелли
Нелли Воскобойник (19 августа 1951, Тбилиси, СССР) — русская писательница, автор рассказов и эссе.

## Биография
Нелли родилась в Тбилиси в 1951 году. Она окончила Тбилисский университет, по специальности физик. В 1990 году Нелли переехала с семьёй из СССР в Израиль. C 1992 по 2020 год работала медицинским физиком в онкологическом отделении медицинского центра «Хадасса» (Иерусалим). В 2012 году Нелли начала писать рассказы и публиковать их в своём блоге в Живом Журнале. В 2017 году был издан первый сборник её рассказов «Очень маленькие трагедии», который был тепло принят критикой. С тех пор были изданы ещё четыре сборника в Иерусалиме и Москве. Кроме того, ее рассказы печатаются в израильском русскоязычном журнале «Артикль» и сетевых изданиях. До 2024 года Нелли жила в Маале Адумим неподалёку от Иерусалима, а в настоящее время — в городе Холон, в центре страны.

## Книги
- Очень маленькие трагедии. — Иерусалим: Rachel Torpusman, 2017[1][2].
- Коробочка монпансье. — Иерусалим: Rachel Torpusman, 2018.
- Вы будете смеяться. — М.: Планж, 2019[3].
- Буквари и антиквары. — М.: Время, 2020[4][5].
- Книга Сивилл. — М.:Флобериум, 2023.
- Мелкий жемчуг. — СПб.:Азбука-Аттикус, 2025.
- Разговоры в рабочее время.— М.: Время, 2025

## Сетевые публикации
- «Заметки по еврейской истории»: http://z.berkovich-zametki.com/avtory/voskobojnik/
- «Журнальный зал»: https://magazines.gorky.media/authors/v/nelli-voskobojnik